# عنصر البيانات
في البيانات الوصفية، مصطلح عنصر البيانات هو وحدة ذرية من البيانات التي لها معنى دقيق أو دلالات دقيقة. يحتوي عنصر البيانات على:
1. تعريف مثل اسم عنصر البيانات.
2. تعريف عنصر بيانات واضح.
3. واحد أو أكثر من شروط التمثيل.
4. رمز القيم المعدودة الاختيارية (بيانات التعريف).
5. قائمة المرادفات لعناصر البيانات في سجلات البيانات الوصفية الأخرى حلقة مرادفة.

يمكن اكتشاف استخدام عناصر البيانات عن طريق فحص البرمجيات التطبيقية أو ملفات بيانات التطبيق من خلال عملية اكتشاف التطبيق وفهمه يدويًا أو آليًا. بمجرد اكتشاف عناصر البيانات، يمكن تسجيلها في سجل البيانات الوصفية. في الاتصالات، يتكون مصطلح عنصر البيانات من المكونات التالية:
1. وحدة بيانات مسماة والتي تعتبر، في بعض السياقات، غير قابلة للتجزئة وفي سياقات أخرى قد تتكون من عناصر بيانات.
2. معرف مسمى لكل من الكيانات والسمات الخاصة بها التي يتم تمثيلها في قاعدة بيانات.
3. وحدة أساسية للمعلومات مبنية على هياكل قياسية لها معنى فريد ووحدات أو قيم مميزة.
4. في حفظ السجلات الإلكترونية، مجموعة من الأحرف أو وحدات البايت تشير إلى عنصر منفصل من المعلومات، مثل الاسم أو العنوان أو العمر.

في مجالات قواعد البيانات وأنظمة البيانات بشكل عام، يعد عنصر البيانات مفهومًا يشكل جزءًا من نموذج البيانات.

## في التمرين
من الناحية العملية، تكون عناصر البيانات (الحقول والأعمدة والسمات وما إلى ذلك) أحيانًا "محملة بشكل زائد"، مما يعني أن عنصر بيانات معين سيكون له معاني محتملة متعددة. في حين أن التحميل الزائد هو ممارسة سيئة معروفة، إلا أنه مع ذلك يعد عاملًا حقيقيًا أو عائقًا أمام فهم ما يفعله النظام.

## روابط خارجية
- Association for Enterprise Integration
- Federal XML Developer's Guide
- (ISO/IEC 11179 Standards (see ISO/IEC 11179-3:2003 clause 3.3.36